# 首都圏物流
首都圏物流グループはグループで輸送事業、3PL事業、人材派遣業を展開している。
事業所と倉庫・センターを合わせて30拠点を持つ。軽車両から中型車、大型車まで保有車両台数は500台。従業員数は、それぞれ首都圏物流430名、首都圏ロジスティクスで265名、首都圏WMSで760名とグループ合計で1000名を超える。

## 支店・営業所
1都9県30拠点で、運送事業、センター運営事業を展開している。
- 本社 - 東京都板橋区板橋2-65-8　MSビル5階
- 盛岡センター - 岩手県紫波郡矢巾町大字高田第15地割35-2
- 山形センター - 山形県東根市大字野田711
- 山形DC - 山形県寒河江市中央工業団地162
- 東北センター - 宮城県黒川郡大衡村大瓜字下南沢169-5
- 仙台センター - 宮城県名取市高舘熊野堂余方上30
- 郡山センター - 福島県郡山市喜久田町字上追池48-1
- 足利PC - 栃木県足利市久保田町896
- 新潟センター - 新潟県長岡市中興野248
- 高崎センター - 群馬県高崎市菅谷町1-1
- 茨城センター - 茨城県結城郡八千代町大字平塚字中山4783-9
- 茨城DC - 茨城県笠間市下郷4536
- 川島DC - 埼玉県比企郡川島町大字上伊草888番地1　GLP川島北側１F
- 狭山PC - 埼玉県日高市下大谷沢 85-1
- 所沢センター - 埼玉県入間郡三芳町大字上富字東草575-1
- 所沢PC - 埼玉県入間郡三芳町上富2056
- 岩槻センター - 埼玉県さいたま市岩槻区浮谷705番地1
- 草加センター - 埼玉県草加市柿木町字松631-2
- 八王子PC - 東京都八王子市戸吹町2104
- 西関東センター - 東京都八王子市片倉町1221-24
- 相模原センター - 神奈川県相模原市緑区下九沢2129-5　ミシマビル2F
- 千葉センター - 千葉県千葉市稲毛区長沼原町621
- 市川センター - 千葉県船橋市日の出1-15-4
- 船橋DC - 千葉県船橋市西浦3丁目4番2号
- 木更津センター - 千葉県木更津市桜井新町2-4-27
- 名古屋PC - 愛知県名古屋市守山区吉根3-1606
- 関西PC - 兵庫県神戸市北区鹿の子台南町5-2-7

## 沿革
- 1973年（昭和48年）9月1日 - 有限会社駒形梱包が創業
- 1978年（昭和53年）12月 - 瀬谷配送センター（神奈川県）および練馬配送センター（東京都）にオフコンによる在庫管理システムを導入
- 1984年（昭和59年）7月 - 相模原配送センター開始。瀬谷配送センターの業務を移管
- 1987年（昭和62年）5月 - 法人組織変更、資本金2,000万円
- 1988年（昭和63年）7月 - 株式会社首都圏物流設立。有限会社駒形梱包と統合
- 1991年（平成3年）6月 - 株式会社首都圏ロジスティクス設立。埼玉県さいたま市岩槻区に岩槻センターを開設
- 1992年（平成4年）8月 - 有限会社首都圏トランスポート設立。小茂根センターを開設
- 1999年（平成11年） 4月 - 組織変更。エリア別事業部制を導入
- 2000年（平成12年）12月 - 営業所・乗務員を対象とした年間無事故表彰制度スタート
- 2001年（平成13年）12月 - 基幹システム及び車内ネットワーク導入
- 2005年（平成17年）
  - 8月 - 新潟県長岡市中興野に新潟共配センターを開設。新潟センターを同センターへ移転
  - 12月 - 資本金3,600万円とする
- 2006年（平成18年）7月 - 東北支店内に認証整備工場を設置（認証番号：東北整認第3-7432号）
- 2013年（平成25年）7月 - 仙台センター開設（宮城県仙台市）
- 2014年（平成26年）
  - 4月 - 足利PC開設（栃木県足利市）
  - 11月 - 一般労働者派遣事業の認可取得
- 2015年（平成27年）
  - 1月 -  郡山センター開設（福島県郡山市）
  - 8月 -  船橋DC開設（千葉県船橋市）
  - 10月 - 高崎センター開設（群馬県高崎市）
- 2016年（平成28年）2月 - 盛岡センター開設（岩手県紫波郡）
- 2017年（平成29年）
  - 3月 - 株式会社首都圏ホールディングスを設立
  - 7月 - 仙台センター移転（宮城県名取市）
- 2018年（平成30年）4月 - 株式会社首都圏物流WMSを設立
- 2020年（令和2年）12月 - グループ本社を移転（東京都板橋区）